# Tanzania na Letnich Igrzyskach Paraolimpijskich 2008
Tanzania na Letnich Igrzyskach Paraolimpijskich reprezentował 1 zawodnik.

## Kadra

### Lekkoatletyka
- Justine Ernest Nyabalale